# Parapheromia falsata
Parapheromia falsata là một loài bướm đêm trong họ Geometridae.